# Vienna Open 2008
Il Vienna Open 2008, noto anche come Bank Austria Tennis Trophy per motivi di sponsorizzazione, è stato un torneo di tennis giocato sul cemento indoor.
È stata la 34ª edizione del Vienna Open e faceva parte della categoria International Series Gold nell'ambito dell'ATP Tour 2008. 
Il torneo si è giocato alla Wiener Stadthalle di Vienna in Austria, dal 6 al 12 ottobre 2008.

## Campioni

### Singolare maschile
Philipp Petzschner ha battuto in finale  Gaël Monfils, 6–4, 6–4

### Doppio maschile
Maks Mirny /  Andy Ram hanno battuto in finale  Philipp Petzschner /  Alexander Peya, 6–1, 7–5